# Рагама
Рагама (ісп. Rágama) — муніципалітет в Іспанії, у складі автономної спільноти Кастилія-і-Леон, у провінції Саламанка. Населення — 257 осіб (2010).
Муніципалітет розташований на відстані близько 140 км на північний захід від Мадрида, 45 км на схід від Саламанки.

## Демографія
Динаміка населення (INE ):

## Зовнішні посилання
- Провінційна рада Саламанки: індекс муніципалітетів [Архівовано 1 жовтня 2013 у Wayback Machine.]
- Посилання на Google Maps